# Det Kongelige Danske Geografiske Selskab
Det Kongelige Danske Geografiske Selskab blev oprettet i 1876 og har som formål at fremme kendskabet til Jorden og dens beboere og udbrede interessen for geografisk videnskab. Selskabet arrangerer 6 årlige møder med foredrag om geografiske emner, udgiver Geografisk Tidsskrift og et årsskrift, og har en væsentlig andel i bibliotek og læsesal ved Institut for Geografi og Geologi, Københavns Universitet.
Selskabet uddeler:
- Hans Egede Medaillen
- Galathea Medaillen